# Carl Passage
Carl Passage är ett sund i Sydgeorgien och Sydsandwichöarna (Storbritannien). Det ligger i den nordvästra delen av Sydgeorgien och Sydsandwichöarna.